# レオポルト2世 (オーストリア辺境伯)

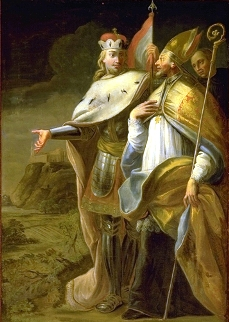
レオポルト2世（左）とメルク修道院長ジギボルト

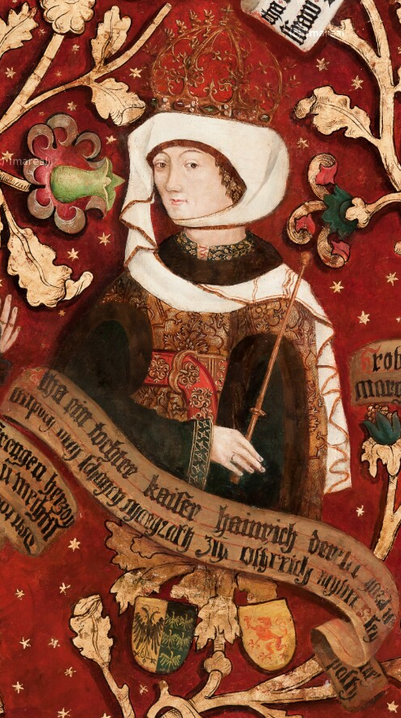
レオポルト2世の妃イダ

レオポルト2世（ドイツ語：Leopold II., 1050年 - 1095年10月12日）は、オーストリア辺境伯（在位：1075年 - 1095年）。美伯（der Schöne）といわれる。グレゴリウス改革の支持者であり、叙任権闘争においてはローマ王ハインリヒ4世と対立した。

## 生涯
レオポルトはオーストリア辺境伯エルンストと、ラウジッツ辺境伯デド1世の娘アーデルハイトとの間に1050年に生まれた。バーベンベルク家はレオポルトの曽祖父レオポルト1世が976年に任命されて以来、オーストリア辺境伯を支配してきた。
レオポルト2世は父の死により1075年6月に辺境伯位を継承したが、その頃ローマ王ハインリヒ4世と教皇グレゴリウス7世との間で叙任権闘争が勃発していた。レオポルトは最初ハインリヒ4世側につき、1077年1月のカノッサの屈辱の後も王宮にとどまっていた。しかし、妃イダおよびパッサウ司教アルトマンの影響により寝返った。パッサウ司教アルトマンはグレゴリウスの忠実な支持者で1078年にハインリヒ4世の圧力により教区から追放された。アルトマンはオーストリアに逃げ、レオポルトは翌年に国王軍の侵攻に直面せねばならなくなり、それが最終的に王との決裂を引き起こした。
1081年夏、ハインリヒ4世がイタリア遠征をおこなっている間に、レオポルトは対立王ヘルマン・フォン・ザルムの選挙を支援し、トゥルン・アン・デア・ドナウでオーストリア議会を招集し正式にハインリヒ4世との関係を断ち切った。その後、ハインリヒ4世はレオポルト2世の廃位を宣言し、辺境伯領を自らの忠実な支持者であるボヘミア公ヴラチスラフ2世に与えた。ヴラチスラフ2世はオーストリアに侵攻し、1082年にマイルベルクの戦いでレオポルトを破り、レオポルトは辛うじて命からがら逃げた。しかし、最終的にレオポルトは自らの地位を保持し、一方ヴラチスラフ2世は1085年にボヘミア王となった。レオポルトはターヤ川北側の南部モラヴィアの領地の一部を失った。その地はレオポルト2世の女婿ズノイモ公ルイトポルトが支配していた地であった。
パッサウ司教アルトマンはオーストリアにとどまる間に、レオポルトは私有教会制と司祭の結婚の概念を覆すグレゴリウス改革を推進する上で主導的な地位を手に入れた。アルトマンはクレムスミュンスター修道院にクリュニー会の会則を取り入れ、1083年にクレムス・アン・デア・ドナウの近くにゲットヴァイヒ修道院を創建した。1089年、レオポルトはドナウ川岸上の広大な土地を新しい修道院建設のために寄進し、ヴァッハウ渓谷へのメルク修道院の建設費の援助を行った。レオポルトが居住したガルス・アム・カンプ城の遺跡は、68キロメートル離れたところにある。

## 結婚と子女
1065年、レオポルトはイダ・フォン・フォルムバッハ（1055年 - 1101年）と結婚した。イダはラポト4世とマティルデとの間の娘であり、ザルツブルク大司教ティモの親族であった。イダは1101年の十字軍の間に死去したといわれる。1男6女がいる。
- アーデルハイト（1120年以降没） - フォルムバッハ伯ディートリヒ2世と結婚
- エリーザベト（1107年10月10日没） - シュタイアーマルク辺境伯オットカール2世と結婚
- ゲルベルガ（1142年7月13日没） - ボヘミア公ボジヴォイ2世と結婚
- レオポルト3世（1073年 - 1136年） - オーストリア辺境伯（1095年 - 1136年）
- イダ - ズノイモ公ルイトポルト（英語版）（プシェミスル家）と結婚
- エウフェミア - パイルシュタイン伯コンラート1世と結婚
- ゾフィー（1154年5月2日没） - ケルンテン公ハインリヒ3世と結婚、ブルクハウゼン伯ジークハルト10世と結婚